# 硫酸钡
硫酸钡，也称作钡白，是一种白色结晶固体，化学式为BaSO4，几乎不溶于水和其他传统溶剂，溶于浓硫酸。重晶石的主要成分是硫酸钡，是常见的钡矿石。硫酸钡是一种常见的实验室和工业用化学品。

## 实验室制备
硫酸与氯化钡反应生成硫酸钡：
{\displaystyle {\ce {H2SO4 + BaCl2 -> 2HCl +{BaSO4}v}}}

## 主要用途

### 颜料
可用于涂料或油漆，替代部分价格较高的原材料，可以控制油漆成品的粘稠度，光泽及稳定性。

### 造纸
高细度的硫酸钡可用于制作白板纸或铜版纸地填料和涂布涂料，可以提高白度及表面覆盖率。    

### 医药
使用X-光透视肠胃之前，必须服用硫酸钡，俗称“钡餐”。

### 灭鼠
硫酸钡被老鼠吞食后可堵塞老鼠消化道，引起老鼠肠管胀气、肠壁坏死，最终导致老鼠死亡。